# Al Hoffman
Al Hoffman (* 25. September 1902 in Minsk, Russland, jetzt Belarus; † 21. Juli 1960 in New York, Vereinigte Staaten) war ein US-amerikanischer Filmkomponist, Liedtexter und Schlagzeuger russischer Herkunft. Er war 1951 für einen Oscar nominiert.

## Leben
Hoffman, der in Minsk, zur Zeit seiner Geburt zu Russland gehörend, heute Belarus, in einer jüdischen Familie zur Welt kam, zog mit seinen Eltern nach Seattle im Bundesstaat Washington, Vereinigte Staaten, um, als er sechs Jahre alt war. Er schloss dort die Franklyn High School in Seattle ab und gründete alsbald seine eigene Band, in der er Schlagzeug spielte. Im Jahr 1928 zog es ihn nach New York, wo er bessere Chancen sah, seine Musikkarriere voranzubringen. Obwohl er weiterhin Schlagzeug in einer Band spielte und sich nebenher Geld für seinen Lebensunterhalt verdiente, begann er damit, eigene Songs zu schreiben, wobei er die Bekanntschaft anderer Musiker machte, mit denen er teils auch anfing zusammenzuarbeiten. Darunter waren auch Mack David, Walter Kent und Jerry Livingston. Sein erstes Lied für einen Film war Over the Garden Wall, das er 1929 zusammen mit Alex Kramer und Mann Curtis für den Soundtrack des Kurzfilms The Roof Gardens Revue lieferte.
Im Jahr 1934 zog Hoffman dann nach London, um seine Kreativität in Bühnenproduktionen und Filme einzubringen. In dieser Zeit entstanden Songs wie Everything Stops for Tea, der 1935 in dem Musicalfilm Come Out of the Pantry mit Fay Wray zu hören war, und mehrere Songs für die Musicalkomödie She Shall Have Music von 1935, zu der er neben weiteren Kollegen Musiktitel beisteuerte. Die Mitarbeit an zehn weiteren Filmen allein im Jahr 1935 folgte, für das Jahr 1936 wurden sieben Produktionen gezählt. Ende 1936 zog es Hoffman zurück in die USA, wo er Ende Dezember an dem Film First a Girl mitwirkte. Im Jahr 1937 standen dreizehn Film- und Fernsehproduktionen auf seinem Programm. Auch in den folgenden Jahren war er sehr gut beschäftigt und steuerte kontinuierlich Musiktitel zu einer Unzahl von Filmen sowie für Fernsehproduktionen bei.
1951 erhielt Hoffman gemeinsam mit Mack David und Jerry Livingston eine  Oscar-Nominierung in der Kategorie „Bester Song“ für das  Lied Bibbidi-Bobbidi-Boo aus dem abendfüllenden Zeichentrickfilm Cinderella der Walt-Disney-Studios. Der Oscar ging jedoch an Ray Evans und Jay Livingston und ihr Lied Mona Lisa aus dem Filmdrama Captain Carey, U.S.A..
Seine letzte Filmmusik lieferte Hoffman 1954 für den Science-Fiction-Film 20.000 Meilen unter dem Meer mit dem Titel A Whale of a Tale. In den Jahren 1956 und 1959 fand das von Hoffman getextete Lied Hot Diggity (Dog Ziggity Boom) Eingang in zwei Folgen der Perry-Como-Show, nachdem seine Musik in den Jahren zuvor schon in der Bob Hope Show (I’m Going to Live Until I Die) und der Frank Sinatra Show (ebenfalls I’m Gonna Live Until I Die) gespielt worden war.
Seine Werke fanden auch nach seinem Tod, angefangen 1961 mit dem Titel You Can’t Hurt Me Anymore in dem Western Buffalo Gun bis hin zu unzähligen Titeln, vorläufig endend im Jahr 2014 mit der Tanzshow Strictly Come Dancing, reichlich Verwendung. Im Laufe seiner Karriere arbeitete er sehr oft mit Al Goodhart und Maurice Sigler zusammen, aber auch mit Sammy Lerner, Jerry Livingston und Mack David. Zu seinen bekanntesten Songs gehören unter anderem I Apologize (1931), Fit As a Fiddle (1932), Black Coffee (1935), I’m in a Dancing Mood (1936), On the Bumpy Road to Love (1938), Chi-Baba, Chi-Baba (1947), Takes Two to Tango (1953) und sein letzter Hit aus dem Jahr 1959 La Plume de Ma Tante.
Im Sommer 1960 verstarb Al Hoffman in New York an den Folgen von Prostatakrebs. Seine letzte Ruhestätte fand er in New Jersey. Im Jahr 1984, 24 Jahre nach seinem Tod, wurde Hoffman in die Songwriters Hall of Fame aufgenommen. 1.500 Musikstücke von ihm sind in der ASCAP registriert.

## Filmografie (Auswahl)
– Soundtrack, Songs –
- 1929: The Roof Gardens Revue (Kurzfilm; Texter: Over the Garden Wall)
- 1929: Kuschel-Liebe (Angora Love; Texter: You’re Pain in the Heart to Me)
- 1932: Ein Dieb mit Klasse (Jewel Robbery, Kurzfilm; Texter: I Apologize)
- 1932: Hollywood on Parade No. A-2 (Kurzfilm; Texter: Auf Wiedersehen, My Dear)
- 1933: The Magic Mummy (Kurzfilm; Musik: The Cop on the Beat, the Man in the Moon)
- 1933: Baby Face (Texter: Meet Me in the Gloaming)
- 1933: King Kongs Sohn (The Son of Kong; Texter: Fit As a Fiddle)
- 1934: Marie Galante (Texter: Serves Me Right for Treating You Wrong)
- 1935: She Shall Have Music (Texter: The Band That Jack Built, Moanin’ Minnie, Sailing Along on a Carpet of Clouds, Nothin’ on Earth, Don’t Ask Me Any Questions, Do The Runaround, May All Your Troubles Be Little Ones, My First Thrill)
- 1935: Car of Dreams (Texter: Car of Dreams)
- 1935: First a Girl (Texter: Little Silkworm, It’s Written All Over Your Face, I Can Wiggle, My Ears, Say the Word and It’s Yours, Every Thing’s in Rhythm With My Heart, Half and Half, Londonola – als A. Hoffman)
- 1935: Come Out of the Pantry (Everything Stops for Tea, From One Minute to Another)
- 1936: This’ll Make You Whistle (Texter: I’m in a Dancing Mood, There Isn’t Any Limit to My Love, Without Rhythm, You’ve Got the Wrong Rhumba, I’m Never Too Busy for You, Cocktail Time, Keep Your Eye on the Sky, I Don’t Give a Continental, I Make a Motion, My Red Letter Day, Crazy with Love)
- 1937: The Minstrel Boy (Texter: Sweet Muchacha)
- 1937: Jung und unschuldig (Young and Innocent; Texter: No One Can Like the Drummer Man – als Hoffman)
- 1938: Listen, Darling (Lyrik und Musik: On the Bumpy Road to Love)
- 1939: Kaninchen im Hut (Prest-O Change-O, Kurzfilm; Texter: Black Coffee (1935))
- 1940: Vorsicht Kamera (Elmer’s Candid Camera, Kurzfilm; Musik: Sticks and Stones)
- 1941: Kaninchenplage (Elmer’s Pet Rabbit, Kurzfilm; Musik: Apple Blossoms and Chapel Bells)
- 1942: Get Hep to Love (Texter: Let’s Hitch a Horsie to the Automobile)
- 1943: Das große Rennen (Tortoise Wins by a Hare, Kurzfilm; Texter: Black Coffee)
- 1943: Stage Door Canteen (Lyrik und Musik: Machine Gun Song)
- 1944: Swing in the Saddle (Texter: She Broke My Heart in Three Places)
- 1945: Weihnachten nach Maß (Christmas in Connecticut; Texter: She Broke My Heart in Three Places)
- 1946: Cinderella Jones (Texter: She Broke My Heart in Three Places)
- 1947: Rose of Santa Rose (Texter: Rose of Santa Rosa)
- 1948: Music Man (Texter: Little Man, You’ve Had a Busy Day)
- 1949: Venus am Strand (The Girl from Jones Beach; Texter: Auf Wiedersehen, My Dear)
- 1950: Cinderella/Aschenputtel (Lyrik und Musik: Bibbidi-Bobbidi-Boo, So This Is Love, A Dream Is a Wish Your Heart Makes, Cinderella, The Work Song, Sing, Sweet Nightingale, alle von 1949)
- 1951: Alice im Wunderland (Alice in Wonderland; Texter: A Very Merry Un-Birthday (The Un-Birthday Song))
- 1951: Drei Frauen erobern New York (Two Tickets to Broadway; Song: There’s No Tomorrow)
- 1952: Singin’ In The Rain (auch Du sollst mein Glücksstern sein; Musik: Fit as a Fiddle (1932))
- 1952: Einmal wirklich leben (Ikiru; Song: Bibbidi-Bobbidi-Boo)
- 1953: A Mouse Divided (Kurzfilm; Musik: Apple Blossoms and Chapel Bells)
- 1954: 20.000 Meilen unter dem Meer (20,000 Leagues Under the Sea; Musik: A Whale of a Tale)
- 1954–1956: Your Hit Parade (Fernsehserie/Show, 3 Folgen; Texter: Hot Diggity, Papa Loves Mambo)
- 1955: The George Burns and Gracie Allen Show (Fernsehserie/Show, 1 Folge; Texter: I Love Her, That’s Why)
- 1956–1958: You Bet Your Life (Fernsehserie, 2 Folgen; Musik: Heartaches)
- 1956–1959: The Perry-Como-Show (Fernsehserie/Show, 2 Folgen; Texter: Hot Diggity (Dog Ziggity Boom))
- 1957: The Bob Hope Show (Fernsehserie/Show, 1 Folge; Texter: I’m Going to Live Until I Die)
- 1957: Kein Platz für feine Damen (This Could Be the Night; I’m Gonna Live Till I Die)
- 1957: The Gisele MacKenzie Show (Fernsehserie/Show, 1 Folge; Lyrik: Little Man, You’ve Had a Busy Day)
- 1958: The Frank Sinatra Show (Fernsehserie/Show, 1 Folge; Texter: I’m Gonna Live Until I Die)

Auswahl von Produktionen, in die seine Werke nach seinem Tod Eingang fanden
- 1961: Blaues Hawaii (Blue Hawaii; Hawaiian Wedding Song)
- 1964: Coronation Street (Fernsehserie, 1 Folge; Texter: Mairzy Doats)
- 1964: 36 Stunden (36 Hours; Lyrik: Mairzy Doats)
- 1965: Das Narrenschiff (Ship of Fools; Lyrik und Musik: Auf Wiedersehen, My Dear)
- 1971, 1978: M*A*S*H (Fernsehserie, 2 Folgen; Lyrik und Musik: Mairzy Doats)
- 1972: The Ruling Class (Texter: Mairzy Doats And Dozy Doats)
- 1973: Elvis: Aloha from Hawaii – Rehearsal Concert (Fernsehübertragung; Texter: Hawaiian Wedding Song)
- 1975: Der Tag der Heuschrecke (The Day of the Locust; Everything’s in Rhythm with My Heart)
- 1976: The Bette Midler Show (Fernseh-Special; Texter: A Dream Is a Wish Your Heart Makes)
- 1978: Bobby Vinton’s Rock ’n Rollers (Fernsehspecial; Texter: Hot Diggity (Dog Ziggity Boom))
- 1980: Wie ein wilder Stier (Raging Bull; Musik: Heartaches (1931))
- 1984: Der Pate von Greenwich Village (The Pope of Greenwich Village; Musik: Heartaches (1931))
- 1985: Die Himmelsstürmer (Heaven Help Us; Lyrik: Hawaiian Wedding Song)
- 1985: Falcon Crest – Cold Comfort (Fernsehserie; Texter: Mairzy Doats)
- 1987: Radio Days (Texter: Mairzy Doats)
- 1989: Zurück in die Zukunft II (Back to the Future Part II; Texter: Papa Loves Mambo)
- 1990: Twin Peaks (Fernsehserie, 1 Folge; Texter: Mairzy Doats)
- 1991: For the Boys – Tage des Ruhms, Tage der Liebe (For the Boys; Texter: I Apologize)
- 1992: Mein Vetter Winnie (My Cousin Vinny; Texter: Secretly, Are You Really Mine)
- 1995: Casino (Texter: Takes Two to Tango)
- 1996: Der Zufallslover (The Pallbearer; Texter: Papa Loves Mambo)
- 1997: Comedian Harmonists (Musik: Auf Wiederseh’n my Dear)
- 2000: The Cell (Texter: Mairzy Doats)
- 2001: Ocean’s Eleven (Texter: Papa Loves Mambo)
- 2001: Die Liebe der Charlotte Gray (Charlotte Gray; Texter: Black Eyed Susann Brown)
- 2002: Cinderella 2 – Träume werden wahr (Cinderella II: Dreams Come True; Musik: Put It Together; Bibbidi-Bobbidi-Boo)
- 2003: Bad Santa (Texter: Papa Loves Mambo (1954))
- 2006: Rebell in Turnschuhen (Stick It; Texter: Papa Loves Mambo)
- 2008–2014: Dancing with the Stars (Fernsehserie/Show, 3 Folgen; Texter: I Can’t Tell A Waltz From A Tango, So This Is Love)
- 2009: Nowhere Boy (Texter: If I Knew You Were Comin’ I’d’ve Baked a Cake)
- 2009: Everybody’s Fine (Texter: Papa Loves Mambo)
- 2010: Kingdom Hearts Birth by Sleep (Videospiel; Musik: Bibbidi-Bobbidi-Boo)
- 2013: R.E.D. 2 (RED 2; Texter: Papa Loves Mambo)
- 2013: Saving Mr. Banks (Texter: A Dream Is a Wish Your Heart Makes)
- 2014: Strictly Come Dancing – Week 6: Halloween Special (Fernsehshow-Serie; Texter: Hot Diggity (Dog Ziggity Boom))

## Auszeichnung
- 1951: Oscarnominierung für den Song Bibbidi-Bobbidi-Boo aus Cinderella
  - gemeinsam mit Mack David und Jerry Livingston